# Koryo Hotel
Il Koryo Hotel o Albergo Koryo (in chosŏngŭl 고려호텔, in hanja 高麗호텔, traslitterato Goryeo Hotel o Koryŏ Hot'el) è un albergo sito a Pyongyang, capitale della Corea del Nord. Situata nel centro della città, la struttura consta di due torri gemelle da 45 piani, alte ciascuna 143 m e unite da un ponte sito circa al 40º piano. Dopo lo Yanggakdo International Hotel, il Koryo è il secondo albergo attivo più grande della Corea del Nord. Secondo gli standard occidentali, la struttura ricettiva è classificata tre stelle, mentre ufficialmente la sua categoria è cinque stelle.
L'albergo non va confuso con l'omonimo Koryo Hotel situato a Bucheon, in Corea del Sud.

## Storia

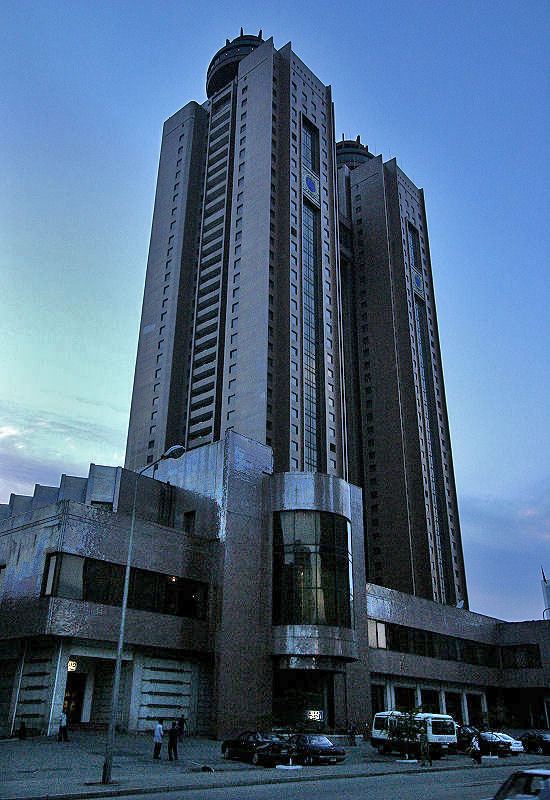
L'albergo visto dal piazzale antistante.

L'albergo fu edificato nel 1985 su impulso del presidente Kim Il-sung, che intendeva farne una "vetrina della forza e della potenza della Corea del Nord." L'architettura è sfarzosa e stravagante, con l'ingresso principale modellato a forma di testa di dragone, placcato in giada e largo 9 m, che introduce nella hall, in cui dominano vasti mosaici parietali raffiguranti simboli e personaggi della cultura coreana, realizzati con tessere in metalli preziosi e gemme varie.

## Informazioni sulla struttura

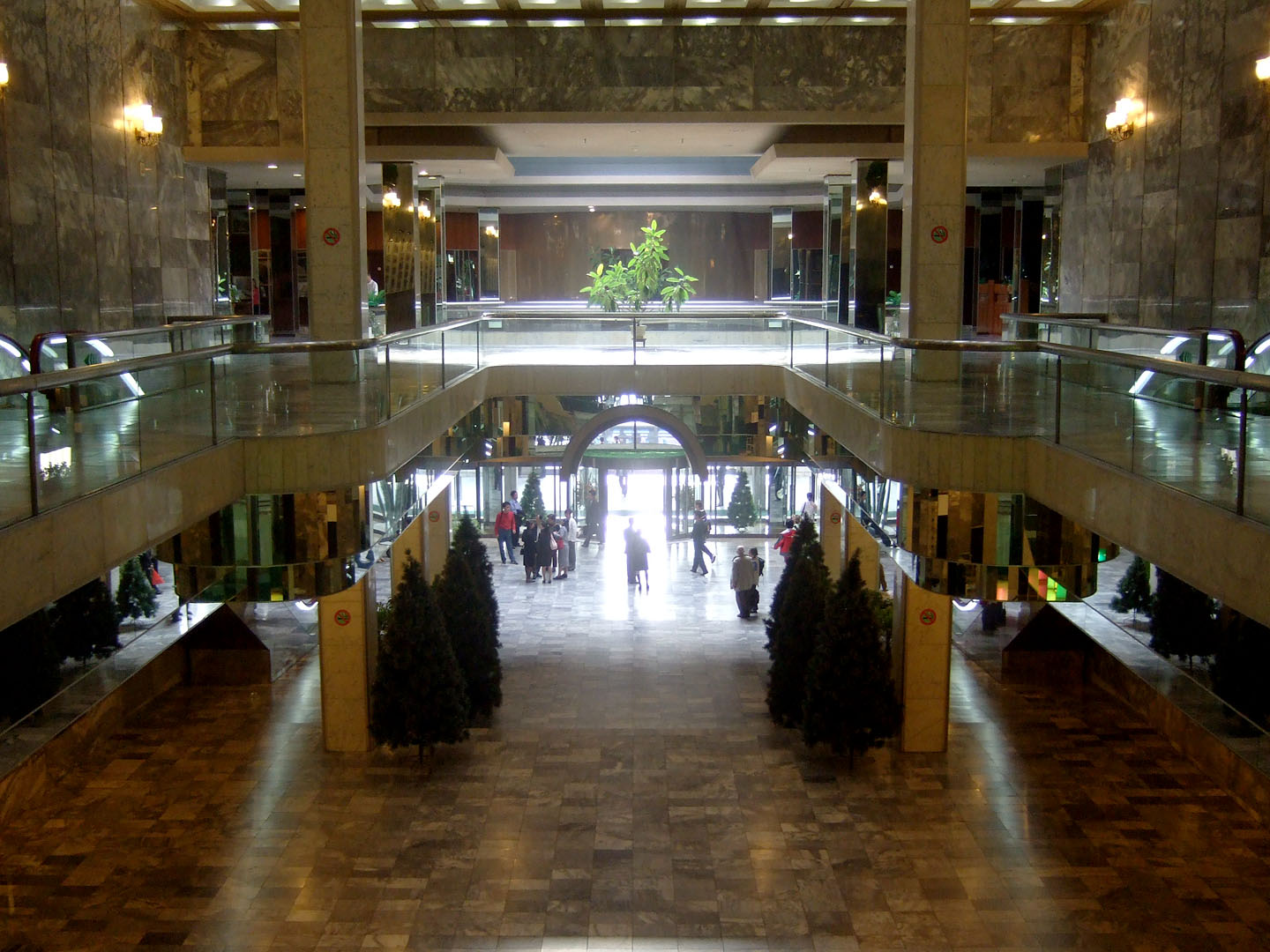
La hall

L'albergo è situato in pieno centro di Pyongyang, per l'esattezza nel quartiere di Chung-guyok, sulla riva del fiume Taedong.
Dispone di 500 camere, delle quali in media solo 50 sono occupate con regolarità. La clientela è costituita perlopiù da uomini d'affari cinesi, africani e mediorientali, che intrattengono relazioni d'affari con il regime nordcoreano e staff dell'ONU. Secondo il Washington Times molti di questi uomini d'affari sono coinvolti nel commercio delle armi, i cui trattati di fornitura vengono negoziati insieme ai delegati del governo nazionale generalmente nel bar situato sul ponte che congiunge le due torri gemelle.
In genere l'albergo risulta tutto esaurito ogni 15 di aprile, allorché ospita i corpi diplomatici stranieri invitati per la festa nazionale del compleanno di Kim Il-sung. Dal 2007 una delle camere dell'albergo è costantemente occupata da un delegato del Dipartimento di Stato degli Stati Uniti d'America.

### Servizi
Le camere sono organizzate su due categorie, a seconda del livello di servizio offerto. L'albergo accetta pagamenti in valute forti come il dollaro USA.
Le camere sono dotate di minibar e televisore, abilitato a ricevere solo i tre canali televisivi nazionali nordcoreani. Non di rado nella struttura avvengono black out di energia elettrica, data la costante crisi energetica che attanaglia la Corea del Nord.
L'albergo è dotato di negozi, palestra, una piscina, un ristorante panoramico posto su una piattaforma rotante al 45º piano di ogni torre,, un analogo bar al piano immediatamente inferiori, due sale cinematografiche (da 200 e 70 posti ciascuna)., una sala da biliardo al secondo piano e un Casinò nel seminterrato, dotato di tavoli da gioco, roulette e slot machine, e gestito da personale cinese.

#### Ristoranti
Dei due ristoranti "rotanti" posti al 45º piano delle torri, solo uno è operativo. L'orario di apertura è flessibile e varia spesso in funzione delle richieste dei clienti. L'albergo dispone poi di altri quattro ristoranti, di cui uno tipico giapponese e uno coreano.
I ristoranti sono strutture autonome rispetto all'albergo: gestiti da personale giapponese, pagano un canone d'affitto alla direzione della struttura (e quindi allo Stato).

## Restrizioni alla clientela
L'albergo è presidiato da guardie militari, che impediscono ai clienti di allontanarsi dalla struttura senza l'accompagnatore (ogni straniero che visita la Corea del Nord viene accompagnato da una guida durante tutto il suo soggiorno).